# Palais des rois Bell

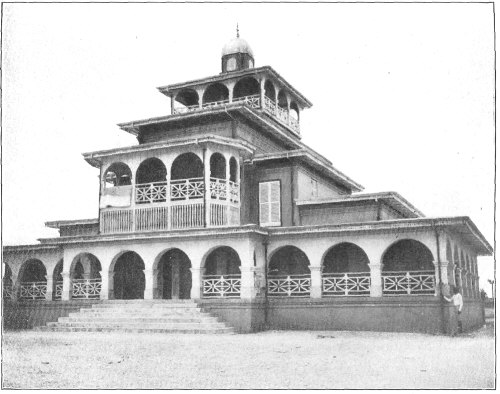
Ansicht des Palastes von 1906.

Der Palast der Bell-Könige (französisch: palais des rois Bell, englisch: Palace of King Bell, auch die Pagode, französisch: La Pagode genannt) ist die ehemalige königliche Residenz der Bell-Dynastie. Das Gebäude wurde zu Beginn des 19. Jahrhunderts während der deutschen Kolonialzeit erbaut und befindet sich im historischen Zentrum (heute: Bezirk Bonanjo) der Stadt Douala in Kamerun.

## Lage
Der Palast liegt im Herzen des historischen und administrativen Viertels Bonanjo, ehemals als Joss-Plateau bezeichnet, in der Bezirksgemeinde Douala I.

## Geschichte
Erbaut wurde die Residenz bis 1905 von deutschen Baumeistern für den damaligen König der Duala Volksgruppe August Manga Ndumbe Bell, Herrscher von 1897 bis 1908. Dieser hatte an der University of Bristol Betriebswirtschaft studiert und wurde von dem damals dort beliebten indischen und asiatischen Baustil inspiriert.
Allgemein wird das Gebäude „die Pagode“ genannt, nach dem Namen, den ihr der französische Schriftsteller Louis-Ferdinand Céline, der sich 1916–1917 in Kamerun aufhielt, in seinem Roman „Voyage au bout de la nuit“ (deutsch: Reise ans Ende der Nacht) gab.
Auguste Manga Bell, der durch umfangreiche Plantagenwirtschaft und Immobiliengeschäfte den Reichtum seiner Familie erhalten und erweitert hatte, lebte allerdings nur drei Jahre bis zu seinem Tod 1908 in dem Palast. Folgerichtig nutzte hiernach dessen Sohn Rudolf Manga Bell (1872–1914) den Palast bis zu seiner Verhaftung durch die deutsche Kolonialverwaltung 1914 als Wohnsitz mit seiner Frau Emma Engomè Dayas. Nach der Hinrichtung Rudolf Bells durch die deutsche Kolonialverwaltung am 8. August 1914 nutzten dessen direkte Nachkommen den Palast zunächst nicht mehr und lebten im östlich benachbarten Stadtteil Bali, aus dem auch Rudolf Bells Frau stammte.
Ab etwa 1920 diente das Gebäude bis in die jüngere heutige Zeit verschiedenen anderen Vertretern der Bell-Königsdynastie als Wohnsitz, weitere Flächen wurden vermietet, so etwa an die Sangha Oubangui Company und später an die Western Naval Company.
Im hinteren Teil des Palastes befindet sich im „Le Parc des Princes“  die Grabstätte der Duala-Könige, die 1936 von Prinz Alexandre Douala Manga Bell eingeweiht wurde. Die sterblichen Überreste von King Bell, Auguste Manga Ndumbe Bell und Rudolf Bell sind hier bestattet.
Das Gebäude befindet sich noch immer im Besitz der königlichen Familie Bell und beherbergt derzeit das Café-Restaurant Restaurant La Pagode Cafe des Palabres. In dahinter liegenden Räumlichkeiten war Doualas erstes Kino Le Paradis untergebracht, bevor es 1995 von der Architektin Danièle Diwouta-Kotto renoviert wurde, um auf Initiative von Didier Schaub und Marilyn Douala Bell, einem weiteren Mitglied der königlichen Familie Bell, den Kunstverein doual'art zu beherbergen.

## Architektur
Der Palast ist eines der symbolträchtigsten Gebäude der Stadt, sowohl hinsichtlich seiner Geschichte als auch seiner architektonischen Qualität, was es zu einem der interessantesten Zeugen deutscher Kolonialarchitektur in Kamerun macht.
Seine besondere Architektur im indischen Kolonialstil ist durch eine Reihe von Dächern gekennzeichnet. An der Spitze dieses Gebäudes befindet sich eine Art Balkon, der nach Angaben der Anwohner dem Herrscher als Plattform diente, wenn er eine Versammlung einberufen oder sich an die Menschen wenden wollte.
Seit 2006 wird das Gebäude durch eine von der gemeinnützigen Kunst- und Kulturorganisation doual'art gestiftete und von Sandrine Dole entworfene Hinweistafel hervorgehoben. Die Tafel zeigt ein historisches Bild des Gebäudes und eine Beschreibung seiner Geschichte.

## Galerie

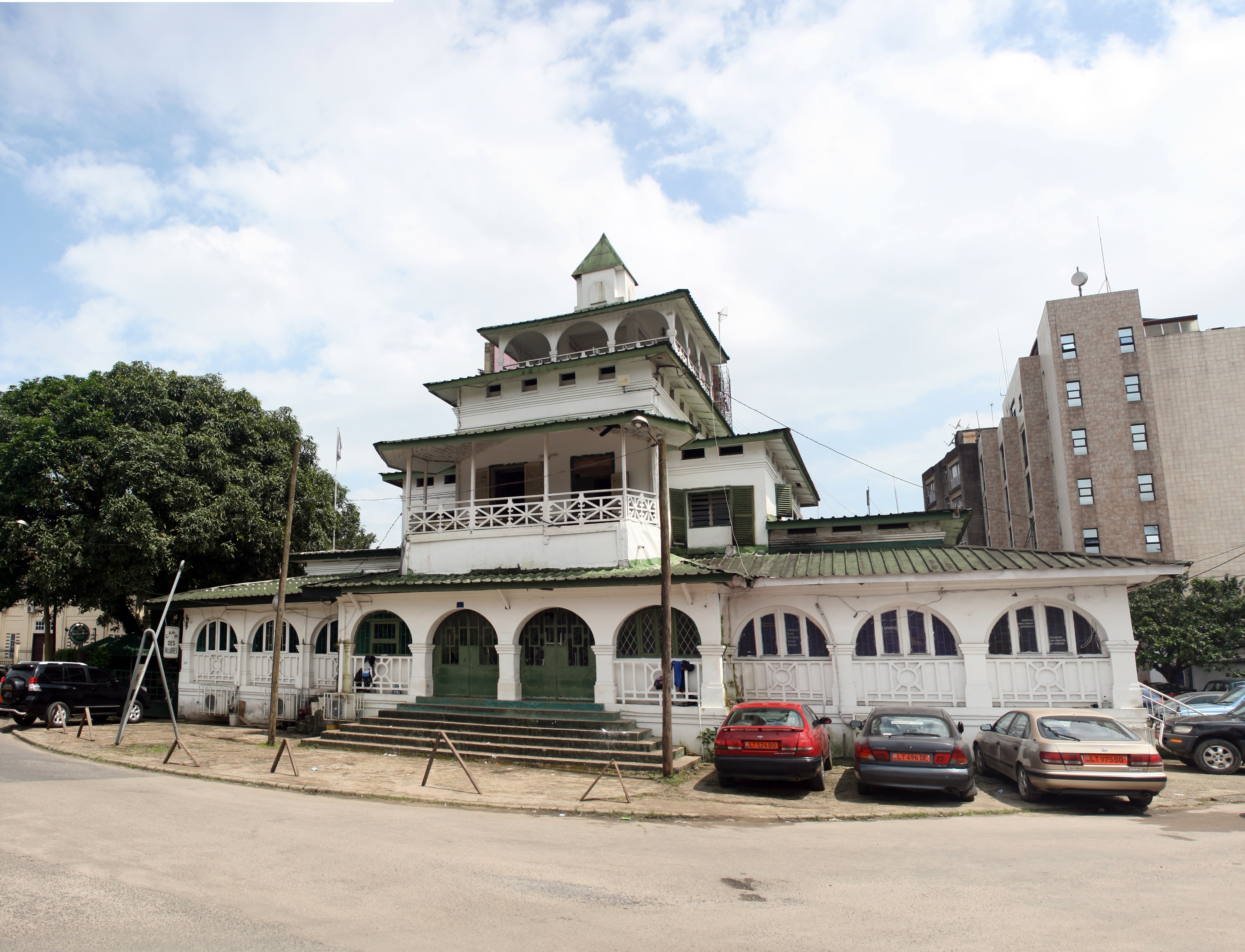
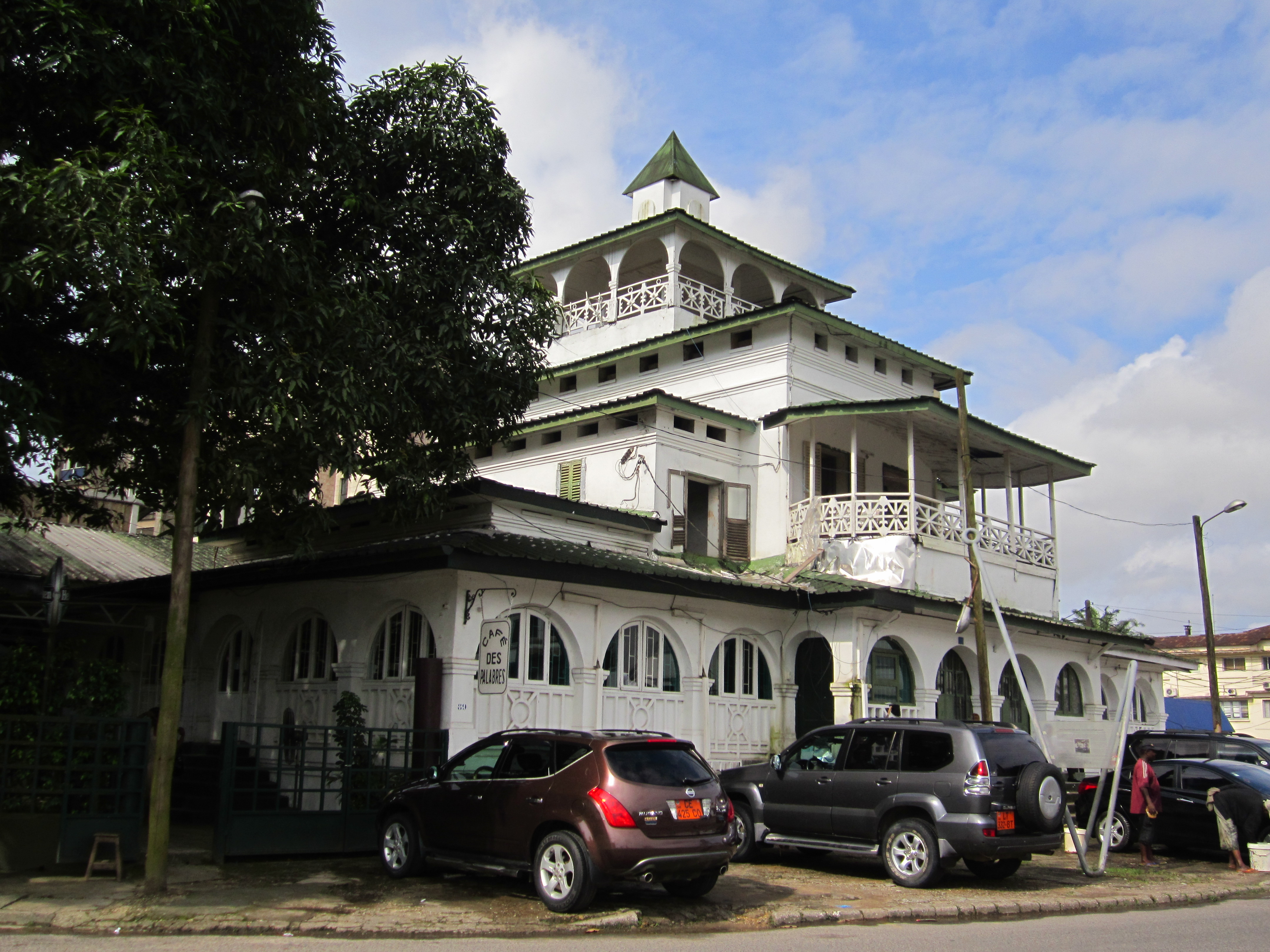
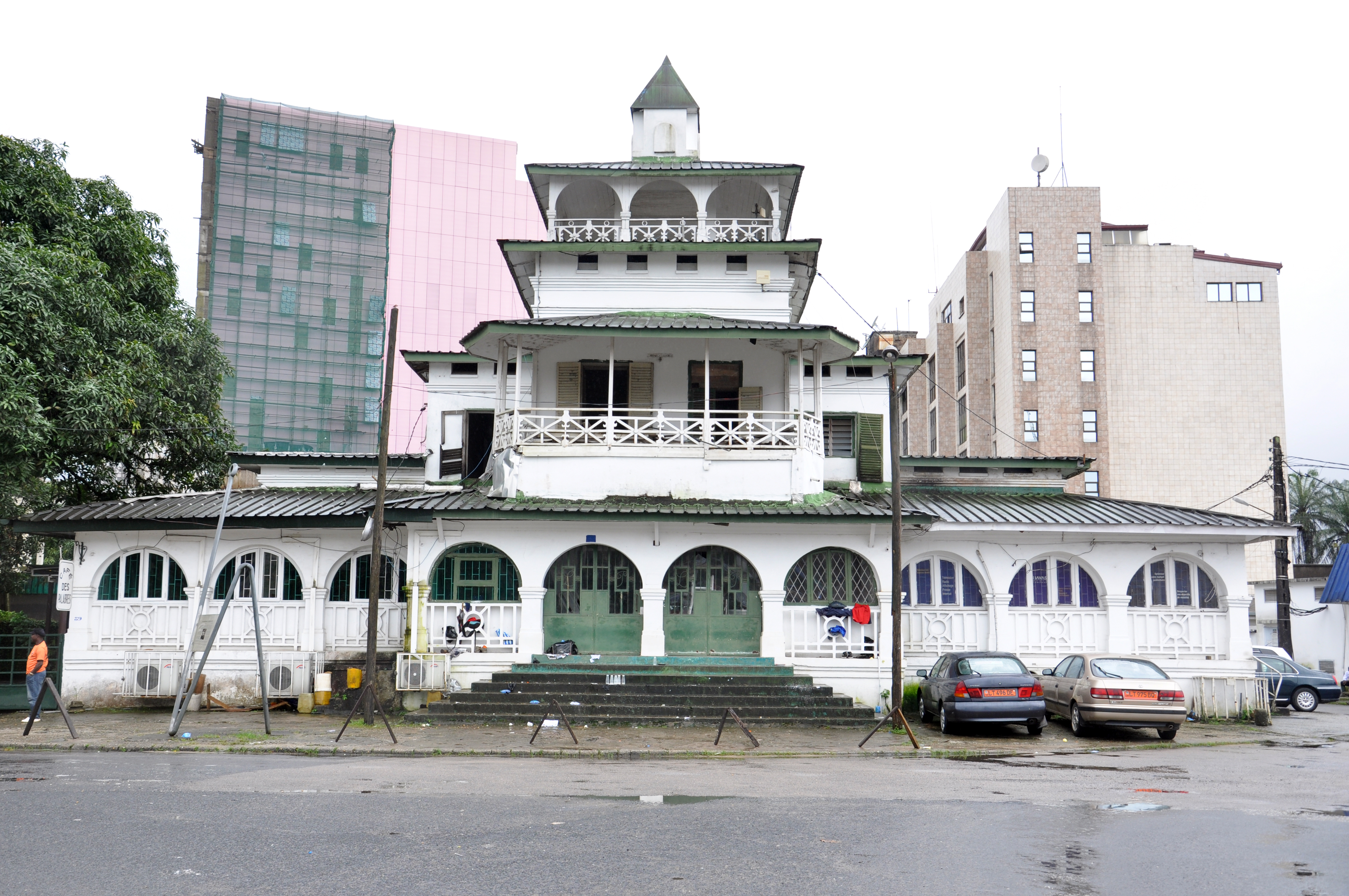
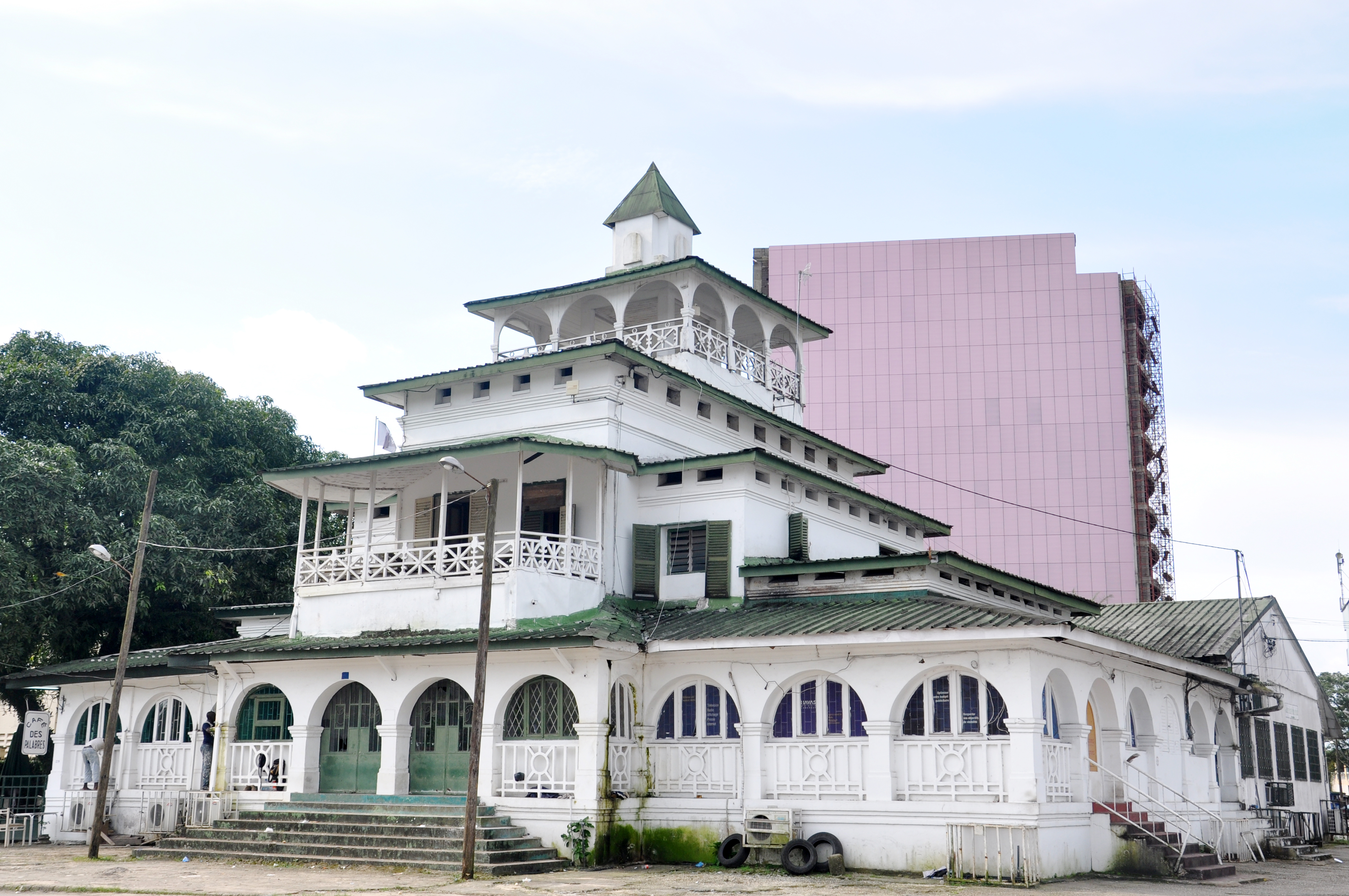
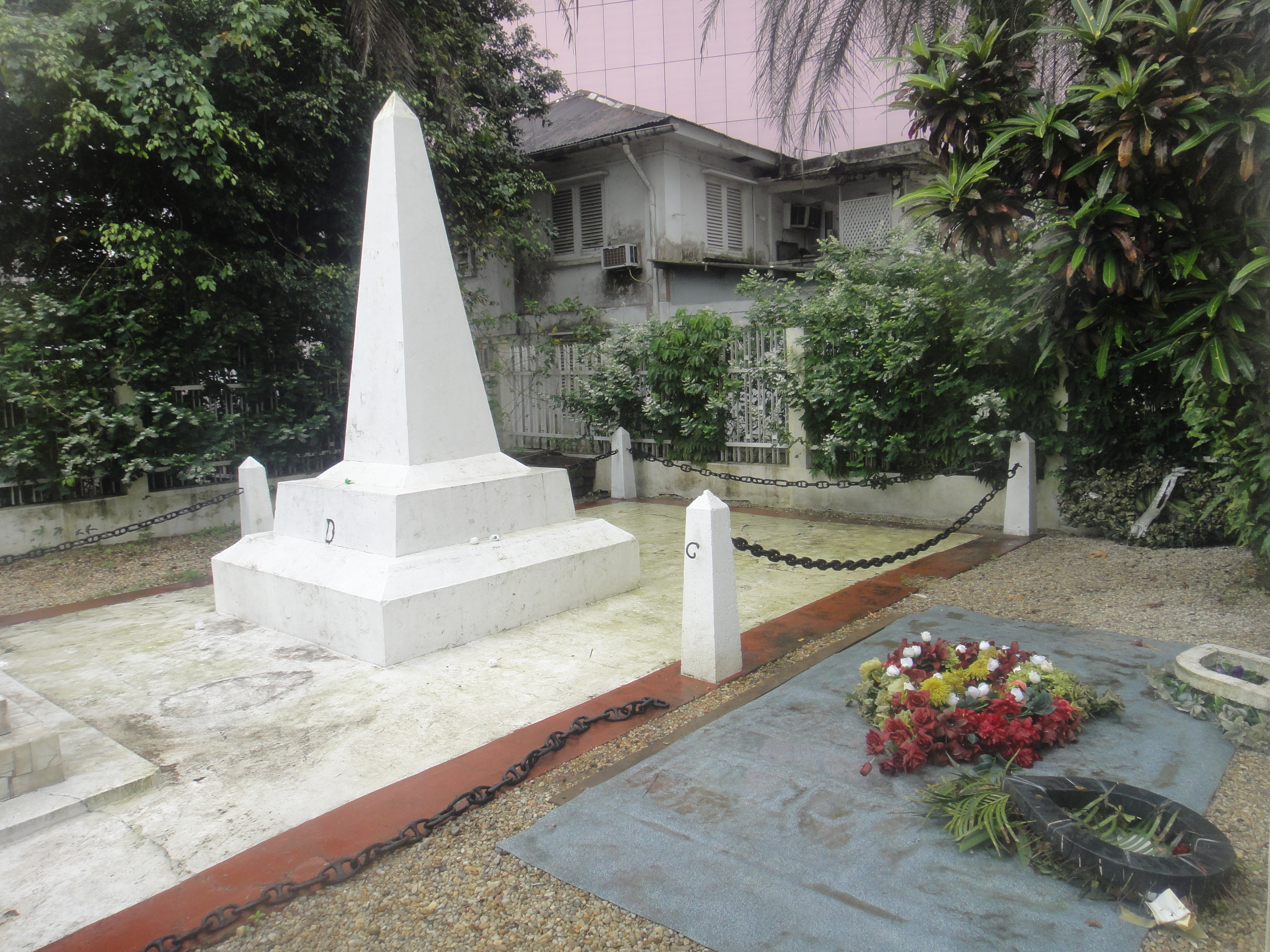
Grabdenkmal der Königsfamilie Bell.